# 台風 (曲)
『台風』（西: El huracán エル・ウラカン）は、エドガルド・ドナートとオズバルド・ドナート（Osvaldo Donato）の共作のタンゴである。

## 概要
曲名は漢字表現ではなく「エル・ウラカン」とされている場合もある。
オズバルド・ドナートは、エドガルド・ドナートの弟であり、同じくエドガルド・ドナート楽団のピアニストであった。
1932年のテアトロ・コロンにおける福祉協会(la Sociedad de Beneficencia)主催のタンゴ・コンクールでこの『台風』が第二位となった。
ノロ・ロペス（Nolo López）の歌詞がつけられていたが、多くは歌詞なしで演奏される。
バンドネオンの難しい技巧を駆使した32分音符のパッセージがつけられた個性的な曲とされる。
『ラ・クンパルシータ』ほど有名ではないが、様々なタンゴ楽団で演奏されている。
YouTubeでも、いくつかアップロードされている